# Za Bakdaz
Za Bakdaz —subtitulado como The Unfinished Opera— es el tercer y último álbum de estudio del contratenor alemán Klaus Nomi, publicado en 2007 por Heliocentric Records. Es un disco póstumo que reúne algunas canciones que fueron escritas en 1979 en la casa-estudio del cantante junto con sus colaboradores George Elliot y Page Wood, antes de que la caracterización de Klaus Nomi se hiciera popular. Sin embargo, estas nunca fueron terminadas y, debido al fallecimiento del cantante en 1983, quedaron guardadas en el estudio de Elliot y Wood por años. De acuerdo con Spencer Tricker de la revista en línea PopMatters, las canciones presentan una mezcla de «falsete fantasmagórico» con partes de «ciencia ficción psicótica» y una «infinidad de texturas sónicas» para aprovechar al máximo las limitadas grabaciones de la voz de Nomi.

## Lista de canciones
| N.º | Título              | Duración |  |
| 1.  | «High Wire»         | 2:04     |  |
| 2.  | «Valentine's Day»   | 2:49     |  |
| 3.  | «Enchanté»          | 4:31     |  |
| 5.  | «Overture»          | 2:42     |  |
| 6.  | «Cre Spoda»         | 3:03     |  |
| 7.  | «Metronomi»         | 2:44     |  |
| 8.  | «Intermezzzo»       | 1:16     |  |
| 9.  | «Za Bakdaz (live)»  | 3:09     |  |
| 10. | «Perna-A-Gyre»      | 2:56     |  |
| 11. | «Finale»            | 2:33     |  |
| 12. | «Rubber Band Lazer» | 2:21     |  |
| 13. | «Silent Night»      | 1:38     |  |